# Artemia tunisiana
Artemia tunisiana är en kräftdjursart som beskrevs av Bowen och Philip Sterling 1978. Artemia tunisiana ingår i släktet Artemia och familjen Artemiidae. Inga underarter finns listade i Catalogue of Life.